# Ardeotis
Ardeotis är ett släkte med fåglar i familjen trappar inom ordningen trappfåglar. Släktet omfattar traditionellt fyra arter som förekommer i Afrika, i Indien samt i Australien:
- Arabtrapp (A. arabs)
- Koritrapp (A. kori)
- Indisk trapp (A. nigriceps)
- Australisk trapp (A. australis)

Vissa inkluderar dock även trapparna i Neotis i släktet.